# مانيساسبور
نادي فيستيل مانيسا هو نادٍ رياضي تركي تأسس عام 1965 ويلعب في دوري السوبر التركي.

## وصلات خارجية
- (بالتركية) الموقع الرسمي